# 春田911半自動手槍
春田911半自動手槍（英語：Springfield Armory 911）是一款由美国槍械製造商春田公司所研製及生產的隱蔽攜帶式半自動手槍。它是單動操作、击锤擊發的M1911手槍的縮小版本，從2018年推出市面，發射.380 ACP口徑手枪子彈而9×19毫米版本於一年後推出。

## 概述
911手槍的全金屬結構包括可拆卸的G10握把、G10扳機、方形扳機護環、雙手靈巧的保險裝置、可橫移的固定瞄準具和全長度的金属製導桿。

## 其他
其他製造商提供、類似於911手槍的產品包括金柏Micro和Micro 9、以及西格&紹爾P238和P938。

### 内部链接
- M1911手槍
- HS2000半自動手槍（春田XD半自動手槍）
- 春田XDM
- 春田XD-S
- 春田EMP
- 春田地獄貓
- 金柏微型手槍（英语：Kimber Micro）
- 金柏微型9手槍（英语：Kimber Micro 9）
- SIG P238半自動手槍
- SIG P938半自動手槍

### 外部連結
- （英文）—官方网站
- YouTube—Springfield Armory 911 in 380 ACP Pistol - Gunblast.com （页面存档备份，存于）